# Kulej. Dwie strony medalu
Kulej. Dwie strony medalu – polski sportowy film biograficzny z 2024 roku w reżyserii Xawerego Żuławskiego, według scenariusza Xawerego Żuławskiego i Rafała Lipskiego, przedstawiający życiorys Jerzego Kuleja.

## Produkcja
Inicjatorem powstania filmu był syn Jerzego Kuleja, Waldemar Kulej, który pod wpływem filmów biograficznych wyprodukowanych przez Watchout Studio, zaproponował filmowcom z tego studia – Krzysztofowi Terejowi i Piotrowi Woźniakowi-Starakowi nakręcenie filmu.
Zdjęcia do filmu kręcono w 2024 roku, w Kazimierzu Dolnym i Łodzi, w Hali Sportowej MOSiR, w której nakręcono zdjęcia wszystkich walk bokserskich ujętych w filmie. Część filmu została zrealizowana w kolorystyce czarno-białej. Obraz po raz pierwszy został zaprezentowany 2 sierpnia 2024 roku podczas wydarzenia Domu Polskiego Paryż 2024 na Igrzyskach Olimpijskich w Paryżu. W projekcji uczestniczyła polska kadra olimpijska, twórcy filmu oraz media. Polska premiera filmu odbyła się 28 września 2024 na 49. Festiwalu Polskich Filmów Fabularnych w Gdyni w wersji 150 minutowej, którą można również oglądać w streamingu. W kinach film zadebiutował 11 października 2024, w wersji 139-minutowej.
Film zrealizowano ze wsparciem finansowym Polskiego Instytutu Sztuki Filmowej. Był objęty honorowym patronatem Ministerstwa Sportu i Turystyki oraz Polskiego Komitetu Olimpijskiego. Film zadedykowano Piotrowi Woźniakowi-Starakowi.

## Fabuła
Film opisuje fragment z życia Jerzego (Tomasz Włosok) i Heleny (Michalina Olszańska) Kulejów, koncentrując się na okresie od 1964 do 1968 roku, w tym zdobycie złotego medalu przez boksera na Letnich Igrzyskach Olimpijskich w Tokio i Letnich Igrzyskach Olimpijskich w Meksyku. Opisuje również burzliwe losy małżeństwa, wzloty, upadki oraz walkę z alkoholizmem, a także realia życia w Polskiej Rzeczypospolitej Ludowej.

## Obsada
- Tomasz Włosok – Jerzy Kulej
- Michalina Olszańska – Helena Jankiewicz-Kulej, żona Jerzego
- Tomasz Kot – pułkownik Sikorski, dyrektor KS „Gwardia”
- Andrzej Chyra – Feliks Stamm
- Monika Mikołajczak – Żorżeta
- Bartosz Gelner – Wituś Kowalski
- Konrad Eleryk – Aluś Koncewicz
- Mariusz Zaniewski – doktor Moskwa
- Marcin Sztabiński – trener Nowak
- Sebastian Stankiewicz – masażysta Stasio
- Ewa Domańska – Irena Kulej, matka Jerzego
- Michał Czyż – dziennikarz Lucek
- Michał Suwada – Czesio-Rysio
- Nazarii Bunchuk – Józef Grudzień
- Filip Kempiński – Marian Kasprzyk
- Dawid Dziarkowski – Artur Olech
- Mateusz Dymidziuk – Józef Grzesiak
- Maciej Kozakoszczak – Tadeusz Walasek
- Maciej Kosiacki – Sylwester Kaczyński
- Karol Biskup – Lucjan Trela
- Artur Smołucha – Zbigniew Pietrzykowski
- Karol Baran – Rajmund Bielecki
- Daniel Prussak – Jewgienij Frołow
- Aristo Luis – Enrique Regüeiferos
- Timo Honsa – Irlandczyk
- Szymon Mysłakowski – reżyser
- Karol Bernacki – „Parmezan”
- Maciej Miszczak – Adam
- Ryszard Kluge – Władysław Gomułka
- Dariusz Pick – Józef Cyrankiewicz
- Jakub Sokołowski – Sobiesław Zasada[1]

## Nagrody
| Rok  | Nagroda                                      | Kategoria                                           | Odbiorca (jeśli wskazano)                           | Wynik      |
| ---- | -------------------------------------------- | --------------------------------------------------- | --------------------------------------------------- | ---------- |
| 2024 | Festiwal Polskich Filmów Fabularnych w Gdyni | Nagroda za charakteryzację                          | Agnieszka Hodowana                                  | Laureat    |
| 2024 | Festiwal Polskich Filmów Fabularnych w Gdyni | Złoty Kangur (nagroda australijskich dystrybutorów) | Złoty Kangur (nagroda australijskich dystrybutorów) | Laureat    |
| 2024 | Festiwal Polskich Filmów Fabularnych w Gdyni | Kryształowa Gwiazda Elle                            | Tomasz Włosok                                       | Laureat    |
| 2024 | Warszawski Międzynarodowy Festiwal Filmowy   | Nagroda Publiczności                                | Nagroda Publiczności                                | 4. miejsce |
| 2025 | Nagroda im. Zbyszka Cybulskiego              | Michalina Olszańska                                 | Michalina Olszańska                                 | Nominacja  |
| 2025 | Polska Nagroda Filmowa „Orzeł”               | Nagroda Publiczności                                | Nagroda Publiczności                                | Laureat    |
| 2025 | Polska Nagroda Filmowa „Orzeł”               | Najlepszy film                                      | Najlepszy film                                      | Nominacja  |
| 2025 | Polska Nagroda Filmowa „Orzeł”               | Najlepszy scenariusz                                | Rafał Lipski Xawery Żuławski                        | Nominacja  |
| 2025 | Polska Nagroda Filmowa „Orzeł”               | Najlepsze kostiumy                                  | Anna Englert                                        | Nominacja  |
| 2025 | Polska Nagroda Filmowa „Orzeł”               | Najlepsza charakteryzacja                           | Agnieszka Hodowana                                  | Nominacja  |
| 2025 | Polska Nagroda Filmowa „Orzeł”               | Najlepsza muzyka                                    | Jan Komar Mikołaj Majkusiak Bartłomiej Tyciński     | Nominacja  |
| 2025 | Polska Nagroda Filmowa „Orzeł”               | Najlepszy montaż                                    | Wojtek Włodarski                                    | Nominacja  |
| 2025 | Polska Nagroda Filmowa „Orzeł”               | Najlepsza główna rola kobieca                       | Michalina Olszańska                                 | Nominacja  |
| 2025 | Polska Nagroda Filmowa „Orzeł”               | Najlepsza główna rola męska                         | Tomasz Włosok                                       | Nominacja  |
| 2025 | Polska Nagroda Filmowa „Orzeł”               | Najlepsza drugoplanowa rola męska                   | Andrzej Chyra                                       | Nominacja  |